# Воздвиженское (Сумская область)
Воздвиженское (укр. Воздвиженське) — село, Ямпольская поселковая община, Шосткинский район, Сумская область, Украина.
Код КОАТУУ — 5925680401. Население по переписи 2001 года составляло 830 человек.

## Географическое положение
Село Воздвиженское находится на одном из истоков реки Шостка. На расстоянии до 1,5 км расположены сёла Рождественское, Гремячка, Говоруново и Сороковый Клин.

## История
- 1815 — дата основания.

## Экономика
- «Агрофирма Неплюевское», ООО.

## Объекты социальной сферы
- Детский сад.
- Школа
- Клуб
- Магазини
- Многоетажки

## Религия
- Крестовоздвиженская церковь (1893).
- Народный музей истории села Воздвиженское.

## Известные люди
- Неплюев, Николай Николаевич (1851—1908) — общественный и религиозный деятель, автор книг и статей богословского, религиозно-публицистического и педагогического направлений, организатор Православного Крестовоздвиженского Трудового братства[2].